# Franck Kessié
Franck Yannick Kessié (sinh ngày 19 tháng 12 năm 1996) là một cầu thủ bóng đá chuyên nghiệp người Bờ Biển Ngà hiện đang thi đấu ở vị trí tiền vệ cho câu lạc bộ Saudi Pro League Al Ahli và đội tuyển bóng đá quốc gia Bờ Biển Ngà.

## Sự nghiệp câu lạc bộ
Sinh ra ở Ouragahio, Kessié bắt đầu sự nghiệp của mình ở Stella Club d'Adjamé , gia nhập đội trẻ của họ vào năm 2010. Năm 2014, anh được đôn lên đội một.

### Atalanta
Vào ngày 29 tháng 1 năm 2015, Kessié ký hợp đồng ba năm với câu lạc bộ Serie A Atalanta. Anh đã được chỉ định vào đội hình Primavera của câu lạc bộ khi anh đến và đóng góp với bảy lần ra sân cho đội bóng. Trận đấu đầu tiên của anh ấy ở châu Âu diễn ra vào ngày 1 tháng 3, khi anh ấy đá chính trong chiến thắng 2–0 trên sân khách trước AC Milan Primavera.
Vào ngày 18 tháng 4 năm 2015, Kessié được gọi vào đội một trong trận đấu với Roma, nhưng vẫn dự bị không được sử dụng trong trận hòa 1–1 ngày hôm sau.

#### Cesena (cho mượn)
Vào ngày 26 tháng 8 năm 2015, Kessié gia nhập Cesena tại Serie B theo hợp đồng cho mượn một năm. Anh có trận ra mắt chuyên nghiệp vào ngày 26 tháng 9, vào sân thay cho Antonino Ragusa trong trận hòa 0–0 trước Perugia.
Kessié ghi bàn thắng chuyên nghiệp đầu tiên vào ngày 31 tháng 10 năm 2015, ghi bàn cuối cùng trong chiến thắng 2–0 trên sân nhà trước Virtus Lanciano. Anh đã trở thành một ngôi sao không thể tranh cãi sau đó, ra sân 37 trận đấu và ghi bốn bàn thắng khi đội bóng của anh ấy bỏ lỡ cơ hội thăng hạng trong trận play-off.

#### Trở lại Atalanta
Sau khi trở về dưới dạng cho mượn, Kessié được HLV Gian Piero Gasperini đôn lên đội một. Sau khi xuất hiện với đội hình chính trong giai đoạn tiền mùa giải, anh có trận ra mắt La Dea vào ngày 13 tháng 8 năm 2016, bắt đầu và ghi bàn cuối cùng trong chiến thắng 3–0 tại Coppa Italia trên sân nhà trước Cremonese. Sáu ngày sau, anh gia hạn hợp đồng đến năm 2021.
Kessié có trận ra mắt trong đội hình chính của bóng đá Ý vào ngày 21 tháng 8 năm 2016, khi anh đá chính và ghi một cú đúp trong trận thua 3–4 trên sân nhà trước Lazio. Anh ấy ghi một bàn thắng khác bảy ngày sau đó, trong trận thua 1–2 trên sân khách trước Sampdoria.
Kessié sau đó đã trở thành trụ cột trong 11 trận xuất phát của Gasperini, ghi bàn thắng trong các trận đấu với Torino (thắng 2–1 trên sân nhà) và Roma (thắng 2–1 trên sân nhà), đều qua chấm phạt đền. Anh cũng là người ghi bàn gỡ hòa trước Empoli vào ngày 20 tháng 12 năm 2016, trong khi Marco D'Alessandro ghi bàn quyết định vào phút cuối.

### Milan
Vào ngày 2 tháng 6 năm 2017, Kessié gia nhập đội bóng Serie A AC Milan theo hợp đồng cho mượn hai năm kèm theo điều khoản mua đứt. Ban đầu, anh chọn số 19 làm số áo của mình nhưng nhanh chóng bị ban lãnh đạo câu lạc bộ thuyết phục để lại nó cho Leonardo Bonucci, người chuyển đến Milan vài tuần sau đó; Do đó, Kessié đã đổi thành 79. Sau sự ra đi của Bonucci vào kỳ chuyển nhượng mùa hè năm sau, anh đã được đề nghị trả lại số áo ban đầu của mình nhưng bị từ chối, với lý do anh không muốn buộc người hâm mộ Milan phải chi thêm bất kỳ khoản tiền nào cho những chiếc áo cá nhân hóa của mình do một sự thay đổi số khác.

#### 2017–18
Anh có trận ra mắt cho Milan và giúp câu lạc bộ giành chiến thắng trong trận lượt đi vòng loại Europa League với CS U Craiova vào ngày 27 tháng 7. Vào ngày 20 tháng 8 năm 2017, trong trận đấu mở màn Serie A mùa này của Milan, anh đã ghi một quả phạt đền trong chiến thắng 3–0 trước Crotone. Trong trận đấu với Cagliari vào ngày 21 tháng 1 năm 2018, Kessié ghi hai bàn, một bàn từ chấm phạt đền, để mang về chiến thắng cho Milan.

#### 2018–19
Vào ngày 31 tháng 8 năm 2018, anh ghi bàn mở tỷ số vào lưới Roma trong chiến thắng chung cuộc 2–1. Vào ngày 16 tháng 1 năm 2019, Kessié được tung vào sân trong trận chung kết Supercoppa Italiana 2018 với Juventus, trận đấu sau đó đã giành chiến thắng 1–0. Vào ngày 13 tháng 4, anh ghi bàn thắng duy nhất trong chiến thắng 1–0 trước Lazio. Vào ngày 26 tháng 5, anh ghi một cú đúp vào lưới SPAL trong chiến thắng chung cuộc 3–2.

#### 2019–20
Vào ngày 5 tháng 10 năm 2019, anh ghi bàn thắng quyết định trong trận đấu trên sân khách với Genoa.
Vào ngày 7 tháng 7 năm 2020, anh ghi bàn gỡ hòa để giúp Milan lội ngược dòng trong chiến thắng 4–2 trước Juventus. Vào ngày 12 tháng 7, anh ghi bàn thắng ấn định tỷ số chung cuộc 2–2 trước Napoli. Vào ngày 15 tháng 7, anh ghi bàn gỡ hòa trước Parma trong chiến thắng chung cuộc 3–1, một cú sút cực mạnh từ cự ly 25 mét.

#### 2020–21: Thành công cá nhân
Vào ngày 27 tháng 9, Kessié ghi bàn thắng đầu tiên trong mùa giải vào lưới Crotone, một quả phạt đền trong chiến thắng 2–0. Vào đầu tháng 11, anh ghi bàn mở tỷ số trong chiến thắng chung cuộc 2–1 trước Udienese tại Stadio Friuli. Vào ngày 29 tháng 11 trong trận đấu với Fiorentina, anh ghi một quả phạt đền và bỏ lỡ một quả phạt đền khác khi đội của anh giành chiến thắng 2-0. Vào ngày 6 tháng 12 trong trận gặp Sampdoria tại Luigi Ferraris, anh ghi bàn từ chấm phạt đền ở phút cuối cùng của hiệp một, giúp đội của anh vượt lên dẫn trước trong chiến thắng 2–1 đầy khó khăn. Vào ngày 28 tháng 2 năm 2021, anh ghi bàn từ một quả phạt đền vào lưới Roma khi đội bóng của anh giành chiến thắng 2–1. Vào ngày 23 tháng 5, anh ghi hai quả phạt đền trong chiến thắng 2–0 trên sân khách trước đội bóng cũ Atalanta, để đảm bảo vị trí thứ hai cho Milan tại Serie A 2020–21 và giành quyền tham dự UEFA Champions League 2021–22 sau tám năm vắng bóng. Kessié là cầu thủ đầu tiên ghi trên 10 quả phạt đền cho AC Milan trong một mùa giải Serie A kể từ Zlatan Ibrahimović mùa giải 2011–12, anh đã chơi 50 trận trong mùa giải này trong tất cả các trận đấu, một kỷ lục giữa các cầu thủ Serie A với Politano. Anh ấy đã ghi 13 bàn thắng ở giải đấu mùa này, một kỷ lục cá nhân, anh cũng đã kiến tạo 6 bàn thắng, được một số nhà phê bình mô tả là cầu thủ của mùa giải cho Milan.

#### 2021–22: Câu chuyện gia hạn hợp đồng và người kiến thiết lối chơi
Vào ngày 12 tháng 9 năm 2021 trong trận đấu với Lazio, Kessié được hưởng quả phạt đền nhưng không thực hiện được; Milan vẫn giành chiến thắng với tỷ số 2–0. Vào ngày 28 tháng 9, trong trận đấu tại UEFA Champions League với Atlético, khi Milan đang dẫn trước 1–0, Kessié bị đuổi khỏi sân ở phút 29, đội bóng của anh thua chung cuộc 1–2. Vào ngày 31 tháng 10 trong trận đấu với Roma, anh đã thực hiện thành công quả phạt đền để ghi bàn thứ hai và ấn định chiến thắng 2–1 cho Milan. Vào ngày 7 tháng 11, trong trận đấu với Inter, anh đã phạm lỗi với Hakan Çalhanoğlu trong vòng cấm, dẫn đến một quả phạt đền mà người sau đó đã ghi bàn trong trận hòa 1–1. Vào ngày 4 tháng 12, Kessié ghi bàn thắng đầu tiên vào lưới Salernitana trong chiến thắng chung cuộc 2–0. Vào ngày 22 tháng 12, Kessié ghi một cú đúp vào lưới Empoli, đạt 14 bàn thắng ở Serie A trong năm dương lịch 2021; tiền vệ AC Milan cuối cùng ghi được nhiều bàn thắng như vậy trong một năm dương lịch là Kaká vào năm 2008.
Vào ngày 22 tháng 5 năm 2022, Kessié ghi bàn thắng thứ ba trong trận thắng 3–0 trước Sassuolo, giành danh hiệu Scudetto cho câu lạc bộ; Sau bàn thắng, Kessié đã đến gặp những người hâm mộ Milan tại Sân vận động Mapei và thực hiện động tác chào đặc trưng của anh ấy, đó là trận đấu và bàn thắng cuối cùng của Kessié với Milan, khi anh ấy tuyên bố ra đi vài ngày sau đó và cảm ơn người hâm mộ.

### Barcelona
Vào ngày 4 tháng 7 năm 2022, Barcelona thông báo rằng họ đã đạt được thỏa thuận với Kessié sau khi hợp đồng của anh ấy với AC Milan hết hạn và vào ngày 6 tháng 7, anh đã ký hợp đồng 4 năm cho đến ngày 30 tháng 6 năm 2026 và điều khoản mua đứt của anh sẽ được đặt ở mức 500 triệu euro.
Vào ngày 13 tháng 8, anh ra mắt câu lạc bộ, với tư cách là cầu thủ dự bị, trong trận hòa 0–0 trước Rayo Vallecano trong giải đấu. Vào ngày 19 tháng 3 năm 2023, Kessié đã ghi bàn thắng quyết định vào lưới Real Madrid trong El Clasico, bàn thắng đầu tiên của anh ấy cho câu lạc bộ, đánh đầu tung lưới từ pha băng cắt của Alejandro Balde nâng tỷ số lên 2–1 cho Blaugrana ở phút thứ 92. Pha lập công của Kessié là bàn thắng thứ 3.000 được Barcelona ghi tại Spotify Camp Nou ở La Liga.

### Al Ahli
Vào ngày 9 tháng 8 năm 2023, Kessie gia nhập câu lạc bộ Saudi Pro League Al Ahli trong một thỏa thuận trị giá 12,5 triệu euro.

## Sự nghiệp quốc tế
Kessié đã đại diện cho Bờ Biển Ngà ở cấp độ U-17 và U-20, xuất hiện tại FIFA U-17 World Cup 2013 và Giải đấu Toulon 2015. Trong thời gian diễn ra giải đấu trước đây, Liên đoàn bóng đá Hoàng gia Maroc đã gửi đơn khiếu nại lên FIFA khi cho rằng Kessié mới 22 tuổi chứ không phải 16; FIFA sau đó đã bác bỏ tuyên bố đó.
Ở tuổi 17, Kessié chơi trận đấu quốc tế đầu tiên cho đội hình lớn luổi đội tuyển quốc gia vào ngày 6 tháng 9 năm 2014, bắt đầu từ trận thắng 2–1 trên sân nhà trước Sierra Leone cho vòng loại Cúp bóng đá châu Phi 2015. Vào ngày 4 tháng 1 năm 2017, anh có tên trong danh sách 23 người của HLV Michel Dussuyer cho Cúp các quốc gia châu Phi 2017, bắt đầu trong tất cả các trận đấu khi đội bóng của anh bị loại ở vòng bảng.
Tại Cúp bóng đá châu Phi 2019, anh ấy đã hoàn thành với tư cách là cầu thủ có nhiều kiến tạo hàng đầu của giải đấu, cùng với Ismaël Bennacer, với 3 pha kiến tạo. Đội của anh ấy đã bị loại ở tứ kết bởi nhà vô địch cuối cùng là Algérie, sau khi thua 4–3 trên chấm phạt đền sau trận hòa 1–1 vào ngày 11 tháng 7; Kessié đã chuyển đổi quả phạt đền đầu tiên của quốc gia mình trong loạt đá luân lưu.

## Đời tư
Khi Kessié 11 tuổi, cha anh đã từng là một cầu thủ bóng đá chuyên nghiệp thời trẻ trước khi gia nhập quân đội Bờ Biển Ngà, qua đời vì bạo bệnh. Vì vậy, một trong những màn ăn mừng bàn thắng của anh ấy là một màn chào quân được thực hiện nhằm tri ân người cha quá cố của mình. Khi lớn lên thần tượng của anh là Yaya Touré.

## Thống kê sự nghiệp

### Câu lạc bộ
Tính đến 25 tháng 5 năm 2025
| Câu lạc bộ          | Mùa giải            | Giải vô địch        | Giải vô địch | Giải vô địch | Cúp quốc gia | Cúp quốc gia | Châu lục | Châu lục | Khác | Khác | Tổng cộng | Tổng cộng |
| Câu lạc bộ          | Mùa giải            | Hạng đấu            | Trận         | Bàn          | Trận         | Bàn          | Trận     | Bàn      | Trận | Bàn  | Trận      | Bàn       |
| ------------------- | ------------------- | ------------------- | ------------ | ------------ | ------------ | ------------ | -------- | -------- | ---- | ---- | --------- | --------- |
| Cesena (mượn)       | 2015–16             | Serie B             | 37           | 4            | 0            | 0            | —        | —        | —    | —    | 37        | 4         |
| Atalanta            | 2016–17             | Serie A             | 30           | 6            | 1            | 1            | —        | —        | —    | —    | 31        | 7         |
| AC Milan (mượn)     | 2017–18             | Serie A             | 37           | 5            | 5            | 0            | 12       | 0        | —    | —    | 54        | 5         |
| AC Milan (mượn)     | 2018–19             | Serie A             | 34           | 7            | 4            | 0            | 3        | 0        | 1    | 0    | 42        | 7         |
| AC Milan            | 2019–20             | Serie A             | 35           | 4            | 3            | 0            | —        | —        | —    | —    | 38        | 4         |
| AC Milan            | 2020–21             | Serie A             | 37           | 13           | 2            | 0            | 11       | 1        | —    | —    | 50        | 14        |
| AC Milan            | 2021–22             | Serie A             | 31           | 6            | 3            | 1            | 5        | 0        | —    | —    | 39        | 7         |
| AC Milan            | Tổng cộng           | Tổng cộng           | 174          | 35           | 17           | 1            | 31       | 1        | 1    | 0    | 223       | 37        |
| Barcelona           | 2022–23             | La Liga             | 28           | 1            | 5            | 1            | 8        | 1        | 2    | 0    | 43        | 3         |
| Al-Ahli             | 2023–24             | Saudi Pro League    | 31           | 10           | 2            | 0            | —        | —        | —    | —    | 33        | 10        |
| Al-Ahli             | 2024–25             | Saudi Pro League    | 30           | 2            | 1            | 0            | 12       | 2        | 1    | 0    | 44        | 4         |
| Al-Ahli             | Tổng cộng           | Tổng cộng           | 61           | 12           | 3            | 0            | 12       | 2        | 1    | 0    | 77        | 14        |
| Tổng cộng sự nghiệp | Tổng cộng sự nghiệp | Tổng cộng sự nghiệp | 330          | 58           | 26           | 3            | 51       | 4        | 4    | 0    | 411       | 65        |

1. ↑  Bao gồm Coppa Italia, Copa del Rey, King's Cup
2. 1 2 3  Số lần ra sân tại UEFA Europa League
3. ↑  Ra sân tại Supercoppa Italiana
4. ↑  Số lần ra sân tại UEFA Champions League
5. ↑  Sáu lần ra sân và một bàn thắng tại UEFA Champions League, hai lần ra sân tại UEFA Europa League
6. ↑  Số lần ra sân tại Supercopa de España
7. ↑  Số lần ra sân tại AFC Champions League Elite
8. ↑  Ra sân tại Saudi Super Cup

### Quốc tế
Tính đến ngày 11 tháng 6 năm 2025
| Đội tuyển quốc gia | Năm       | Trận | Bàn |
| ------------------ | --------- | ---- | --- |
| Bờ Biển Ngà        | 2014      | 4    | 0   |
| Bờ Biển Ngà        | 2015      | 0    | 0   |
| Bờ Biển Ngà        | 2016      | 6    | 0   |
| Bờ Biển Ngà        | 2017      | 13   | 0   |
| Bờ Biển Ngà        | 2018      | 5    | 0   |
| Bờ Biển Ngà        | 2019      | 12   | 1   |
| Bờ Biển Ngà        | 2020      | 4    | 2   |
| Bờ Biển Ngà        | 2021      | 8    | 2   |
| Bờ Biển Ngà        | 2022      | 8    | 2   |
| Bờ Biển Ngà        | 2023      | 9    | 1   |
| Bờ Biển Ngà        | 2024      | 18   | 5   |
| Bờ Biển Ngà        | 2025      | 4    | 0   |
| Tổng cộng          | Tổng cộng | 91   | 13  |

Tỷ số và kết quả liệt kê Bàn thắng đầu tiên của Bờ Biển Ngà.
| #  | Ngày                 | Địa điểm                                                    | Đối thủ      | Bàn thắng | Kết quả      | Giải đấu                      |
| -- | -------------------- | ----------------------------------------------------------- | ------------ | --------- | ------------ | ----------------------------- |
| 1  | 16 tháng 11 năm 2019 | Sân vận động Félix Houphouët-Boigny, Abidjan, Bờ Biển Ngà   | Niger        | 1–0       | 1–0          | Vòng loại CAN 2021            |
| 2  | 8 tháng 10 năm 2020  | Sân vận động Nhà vua Baudouin, Brussels, Bỉ                 | Bỉ           | 1–1       | 1–1          | Giao hữu                      |
| 3  | 17 tháng 11 năm 2020 | Sân vận động Barikadimy, Toamasina, Madagascar              | Madagascar   | 1–0       | 1–1          | Vòng loại CAN 2021            |
| 4  | 30 tháng 3 năm 2021  | Sân vận động Quốc gia Bờ Biển Ngà, Abidjan, Bờ Biển Ngà     | Ethiopia     | 2–0       | 3–1          | Vòng loại CAN 2021            |
| 5  | 11 tháng 10 năm 2021 | Sân vận động Hữu nghị, Cotonou, Bénin                       | Malawi       | 2–1       | 2–1          | Vòng loại FIFA World Cup 2022 |
| 6  | 20 tháng 1 năm 2022  | Sân vận động Japoma, Douala, Cameroon                       | Algérie      | 1–0       | 3–1          | CAN 2021                      |
| 7  | 24 tháng 9 năm 2022  | Sân vận động Robert Diochon, Rouen, Pháp                    | Togo         | 2–0       | 2–1          | Giao hữu                      |
| 8  | 28 tháng 3 năm 2023  | Sân vận động Omnisports de Malouzini, Moroni, Comoros       | Comoros      | 2–0       | 2–0          | Vòng loại CAN 2023            |
| 9  | 6 tháng 1 năm 2024   | Sân vận động Laurent Pokou, San-Pédro, Bờ Biển Ngà          | Sierra Leone | 2–0       | 5–1          | Giao hữu                      |
| 10 | 29 tháng 1 năm 2024  | Sân vận động Charles Konan Banny, Yamoussoukro, Bờ Biển Ngà | Sénégal      | 1–1       | 1–1 (s.h.p.) | CAN 2023                      |
| 11 | 11 tháng 2 năm 2024  | Sân vận động Alassane Ouattara, Abidjan, Bờ Biển Ngà        | Nigeria      | 1–1       | 2–1          | CAN 2023                      |
| 12 | 11 tháng 10 năm 2024 | Sân vận động Laurent Pokou, San-Pédro, Bờ Biển Ngà          | Sierra Leone | 1–1       | 4–1          | Vòng loại CAN 2025            |
| 13 | 11 tháng 10 năm 2024 | Sân vận động Laurent Pokou, San-Pédro, Bờ Biển Ngà          | Sierra Leone | 2–1       | 4–1          | Vòng loại CAN 2025            |

## Danh hiệu
AC Milan
- Serie A: 2021–22[64]

Barcelona
- La Liga: 2022–23[65]
- Supercopa de España: 2023[66]

Al-Ahli
- AFC Champions League Elite: 2024–25[67]

Bờ Biển Ngà
- Africa Cup of Nations: 2023[68]

Cá nhân
- Đội hình của mùa giải Serie A: 2020–21[69]